# راستگردان
راستگردان روستایی است از توابع شهرستان کمیجان در استان مرکزی. این روستا در دهستان اسفندان در بخش مرکزی این شهرستان قرار دارد .زبان ترکی در روستا تکلم میشود.

## مشخصات منطقه ای
روستای راستگردان طبق تقسیمات اخیر کشوری، ازتوابع دهستان اسفندان وبخش مرکزی شهرستان کمیجان می‌باشد. این روستا بامختصات جغرافیایی ۶۸درجه و ۵۹دقیقه طول شرقی و۷۱درجه و۲۹دقیقه عرض شمالی در شمال غربی استان مرکزی قراردارد. فاصله روستای راستگردان تا کمیجان ۸ کیلومتر می‌باشد.

## جمعیت
بنابر سرشماری مرکز آمار ایران، جمعیت راستگردان در سال ۱۳۸۵ برابر با ۱۱۶ نفر بوده‌است. این روستا ۲۸ خانوار دارد.